# Friedrich Achleitner
Friedrich Achleitner, efternamnet betonas på andra stavelsen, född 23 maj 1930 i Schalchen i Oberösterreich, död 27 mars 2019 i Wien, var en österrikisk arkitekt, arkitekturkritiker och författare. 
Skönlitterärt brukar han räknas till efterkrigstidens experimentella Wiener Gruppe, där han framför allt utvecklade den moderna, bayerska dialektdikten och det tyska språkområdets konkreta poesi. Som essäist är han en betydande kritiker av och krönikör över den moderna arkitekturen. Han är inte översatt till svenska (2014).

## Skönlitteratur
- hosn rosn baa, en samlingsbok även utgiven som skiva, tillsammans med H. C. Artmann och Gerhard Rühm (Wien: Frick, 1959)
- schwer schwarz (Frauenfeld: Gomringer, 1960)
- prosa, konstellationen, montagen, dialektgedichte, studien, samlade texter (Reinbek: Rowohlt, 1970)
- quadrat-roman : u. andere quadrat-sachen; 1 neuer bildungsroman, 1 neuer entwicklungsroman etc. etc. etc (Darmstadt und Neuwied: Luchterhand, 1973)
- Super-Rekord 50 + 50, med Gerhard Rühm (Linz: Edition Neue Texte, 1990)
- kaaas. Dialektgedichte (Salzburg und Wien: Residenz, 1991)
- einschlafgeschichten (Wien: Zsolnay, 2003)
- wiener linien (Zsolnay, 2004)
- und oder oder und (Zsolnay, 2006)
- der springende punkt (Zsolnay, 2009)
- iwahaubbd. dialektgedichte (paul zsolnay verlag, 2011)
- Den Toten eine Blume. Die Denkmäler von Bogdan Bogdanovic (Wien: Zsolnay, 2013)
- wortgesindel (Wien: Zsolnay, 2015)